# Selhání přehrad

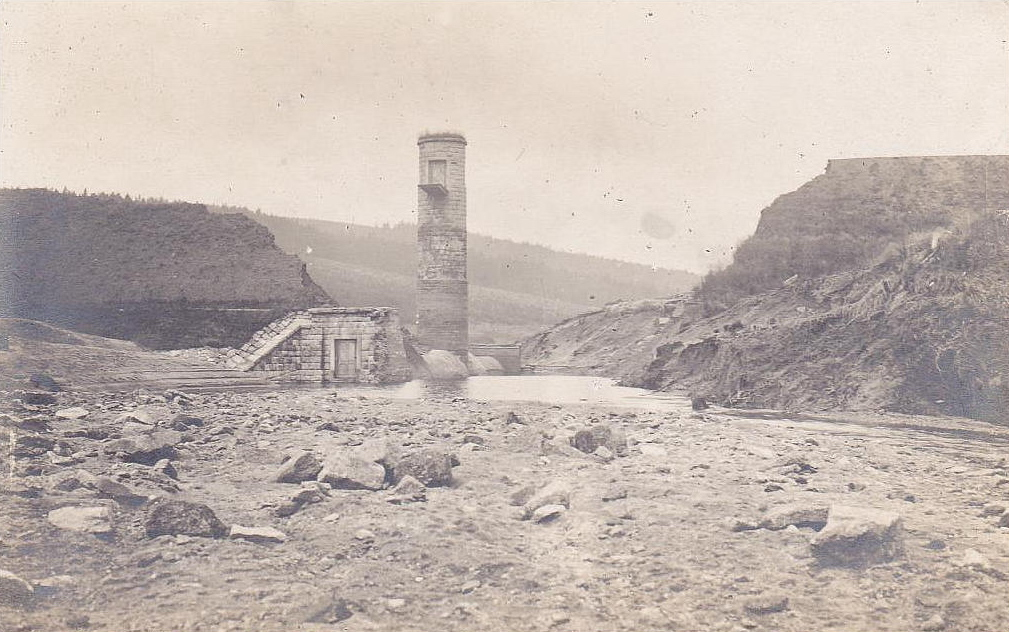
Pohlednice zachycující přehradu na řece Desné krátce po jejím protržení dne 18. září 1916

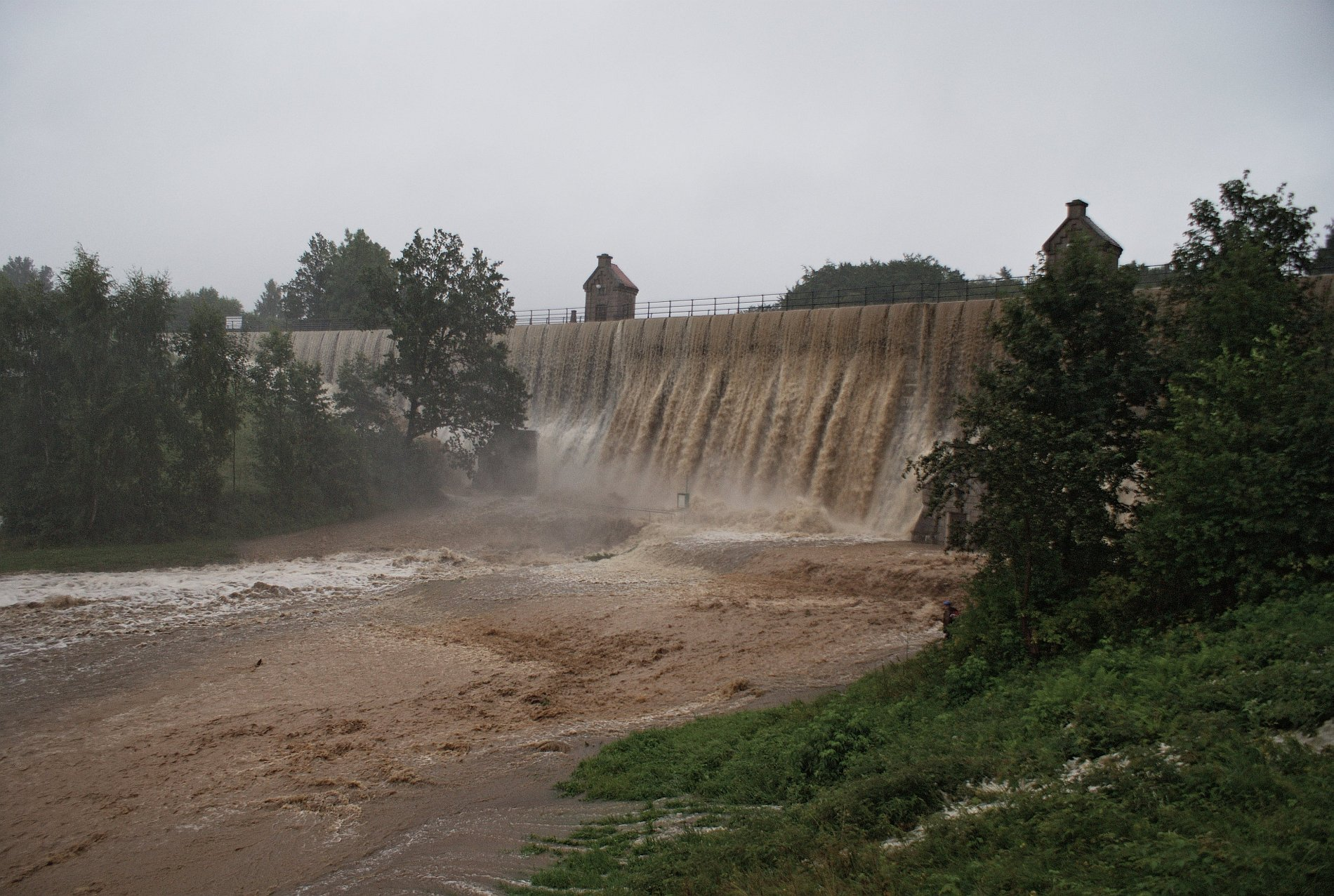
Vodní nádrž Mlýnice při povodni 7. srpna 2010

Selhání přehrady je stav, kdy je poškozeno vodní dílo přehrazující vodní tok. Nemusí se jednat nutně o protržení hráze, ale může jít o pouhé přetečení hráze, při kterém dojde jen k malému poškození stavebních částí vodního díla a to je i nadále schopné plnit své funkce (např. provoz vodní elektrárny). Protržení hráze způsobí záplavovou vlnu, která je schopná zničit rozsáhlá území. V nejhorším případě dojde ke kolapsu dalších hrází a tím nastanou mnohem větší škody.
Dvě z nejhorších selhání přehrad – Malpasset (1959, Francie) a Vajont (1963, Itálie) – byla způsobena nedostatečným inženýrsko-geologickým průzkumem.

## Příčiny selhání
V historii došlo na území dnešního Česka jen ke třem selháním přehrad, ve dvou případech se jednalo o protržení a v jednom (přehrada Mlýnice) o přetečení.
Důvodem selhání bývají:
- nestandardní konstrukce nebo materiály,
- špatný projekt přepadu (malá kapacita),
- geologická nestabilita způsobená změnou hladiny nebo špatný geologický průzkum,
- sesuv půdy do jezera,
- špatná údržba (zejména výpustí),
- extrémní přítok,
- chyba v projektu,
- vnitřní eroze (zejména u sypaných hrází),
- antropogenní, záměrné zničení přehrady, například vojenskou operací (Operace Chastise), jejímž účelem je vyřadit protivníkovy hydroelektrárny a poškodit tak průmysl.

Není bez zajímavosti, že socialistické Československo mělo plán, který měl v případě války zabránit likvidaci velkých přehrad na Vltavě, kupříkladu počítal s vypuštěním Orlické přehrady.
| Přehradní hráz                 | Rok       | Místo                                     | Detaily |
| ------------------------------ | --------- | ----------------------------------------- | --- |
| VN Soběnov                     | 2002      | Vodní nádrž Soběnov, Česko                | extrémní srážky, obnovena jako celobetonová (původně byl betonový jen střed), elektrárna opět v provozu                  |
| VN Mlýnice                     | 2010      | Mlýnice, Česko                            | extrémní srážky |
| VN Desná                       | 1916      | Bílá Desná, Česko                         | chybný projekt + chybná technologie + neprovedení geol. průzkumu.                                                        |
| Ringdijk Groot-Mijdrecht       | 2003      | Wilnis, Nizozemsko                        | rašelinná přehrada se vysycháním stala lehčí než voda a odplavala                                                        |
| Walnut Grove Dam               | 1890      | Arizona, USA                              | vysoké úhrny sněhu a deště                                                                                               |
| Mina Plakalnitsa               | 1966      | Vraca, Bulharsko                          | selhala hráz odkaliště měděných dolů, 450 000 m3 bahna zabilo oficiálně 107 lidí, neoficiálně se hovoří až o 500 mrtvých |
| VN Tous                        | 1982      | Valencie, Španělsko                       | |
| St. Francis Dam                | 1928      | Valencie, Kalifornie, USA                 | nestabilita stěn kaňonu neodhalitelná tehdejšími technologiemi v kombinaci s lidskými chybami                            |
| Lake Toxaway Dam               | 1916      | Okres Transylvania, Severní Karolína, USA | silné deště způsobily protržení přehrady, byla obnovena v 60. letech 20. století                                         |
| McDonald Dam                   | 1900      | Austin, Texas, USA                        | extrémní průtoky protrhly hráz, čímž byla vyřazena z provozu elektrárna, Austin byl bez proudu po několik měsíců         |
| VN Situ Gintung                | 2009      | Tangerang, Indonésie                      | špatná údržba a silné monzuny                                                                                            |
| Dale Dike Reservoir            | 1864      | Yorkshire, Anglie, Spojené království     | chyba v konstrukci |
| Canyon Lake Dam                | 1972      | Jižní Dakota, USA                         | přetečení, zanesení propustí naplaveninami                                                                               |
| Maribská přehrada              | 575       | Šeba, Jemen                               | možná opuštěna nebo zanedbána, nová hráz vybudována 1986                                                                 |
| Lower Otay Dam                 | 1916      | San Diego, Kalifornie, USA                | překročena kóta koruny, 40 mrtvých                                                                                       |
| Sweetwater Dam                 | 1916      | San Diego, Kalifornie, USA                | překročena kóta koruny                                                                                                   |
| Lawn Lake Dam                  | 1982      | Skalnaté hory, USA                        | eroze okolo výpustí |
| Vega de Tera                   | 1959      | Ribadelago, Španělsko                     | 144 mrtvých, část hráze stojí dodnes                                                                                     |
| Saguenay                       | 1996      | Québec, Kanada                            | problémy způsobily dva týdny trvající deště                                                                              |
| VN Gleno                       | 1923      | Bergamo, Itálie                           | špatná konstrukce a návrh přehrady, resp. změny v projektu během stavby                                                  |
| Laurel Run Dam                 | 1977      | Pensylvánie, USA                          | silné deště způsobily přetečení přehrady, 40 mrtvých                                                                     |
| VN Šakidor                     | 2005      | Pákistán                                  | selhání způsobeno dešti, 70 mrtvých                                                                                      |
| Spaulding Pond Dam             | 1963      | Connecticut, USA                          | 6 mrtvých |
| Hope Mills Dam                 | 2003/2010 | Severní Karolína, USA                     | přívalové deště, podemletí                                                                                               |
| Opuha Dam                      | 1997      | Nový Zéland                               | deště poškodily ještě rozestavěnou hráz, byla později dokončena                                                          |
| Meadow Pond Dam                | 1996      | New Hampshire, USA                        | nedostatky v konstrukci                                                                                                  |
| Nanty Gro Reservoir in Wales   | 1942      | Spojené království                        | zničena během příprav na operaci Chastise                                                                                |
| VN Eder                        | 1943      | Německo                                   | zničeno při operaci Chastise                                                                                             |
| Möhnesee                       | 1943      | Německo                                   | zničeno při operaci Chastise                                                                                             |
| Přehrada Malpasset             | 1959      | Azurové pobřeží, Francie                  | přes 400 mrtvých |
| VN Vajont                      | 1963      | Itálie                                    | sesuv půdy do jezera způsobil přetečení hráze; samotná klenbová hráz zůstala neporušena, zahynulo přes 2000 lidí         |
| Buffalo Creek Flood            | 1972      | Západní Virginie, USA                     | |
| VN Banqiao and Shimantan       | 1975      | Čína                                      | extrémní srážky, na které nebyly hráze projektovány                                                                      |
| Teton Dam                      | 1976      | Idaho, USA                                | pronikání vody hrází vedlo k jejímu protržení                                                                            |
| Kelly Barnes Dam               | 1977      | Georgie, USA                              | příčina neznámá; možné chyby v projektu, hráz byla zvyšována, aby bylo dosaženo lepšího výkonu elektrárny                |
| VN Wadi Qattara                | 1979      | Libye                                     | přeplnění přehrady způsobilo kolaps celé kaskády                                                                         |
| VN Machchu-2                   | 1979      | Indie                                     | silné deště, nízká kapacita přepadů                                                                                      |
| Val di Stava                   | 1985      | Itálie                                    | špatná údržba |
| Peruća                         | 1993      | Chorvatsko                                | |
| VN Kyzyl-Agash                 | 2010      | Kazachstán                                | deště a tání sněhu |
| Kenmare Resources tailings dam | 2010      | Mosambik                                  | |
| Big Bay Dam                    | 2004      | Mississippi, USA                          | malá trhlina způsobila protržení hráze                                                                                   |
| Pantano de Puentes             | 1802      | Španělsko                                 | 608 mrtvých, 1800 zničených domů a 40 000 poražených stromů                                                              |
| Taum Sauk reservoir            | 2005      | Missouri, USA                             | obsluha nerespektovala kapacitu horní nádrže přečerpávací vodní elektrárny, ta se protrhla                               |
| Lake Delton                    | 2008      | Wisconsin, USA                            | selhala během povodní na středozápadě                                                                                    |
| VN Campos Novos                | 2006      | Brazílie                                  | zhroucení přivaděče |
| VN Gusau                       | 2006      | Nigérie                                   | |
| Ka Loko Dam                    | 2006      | Havaj, USA                                | silné deště, špatná údržba a černé úpravy hráze                                                                          |
| Delhi Dam                      | 2010      | Iowa USA                                  | silné deště |